# Университет Тунцзи
Университет Тунцзи (кит. 同济大学) — высшее учебное заведение в Шанхае, Китайская Народная Республика.
В университете учится около 50 000 студентов и аспирантов. ВУЗ выдает дипломы степеней бакалавра, магистра и доктора.

## Адрес, структура и специализация
Университет Тунцзи расположен по адресу:
ул. Сипин 1239, Шанхай, КНР, 200092 (тел.: +86-21-65982200)
В составе университета Тунцзи 19 факультетов:
- Колледж архитектуры и городского планирования;
- Искусств и коммуникаций;
- Строительства;
- Экономики и менеджмента;
- Информационных технологий;
- Геологический;
- Экологии;
- Иностранных языков;
- Политики и права;
- Машиностроения;
- Медицинский:
- Женский;
- Транспортный;
- Естественных наук;
- Кинематографический;
- Аэрокосмический
- Биотехнический;
- Автомобильный;
- Программного обеспечения.

Также в университете действуют институты последипломного образования.

## История создания и становления
В 1907 году Эрих Паулун основал Немецкую Медицинскую школу Тунцзи. В 1912 году в учебные программы заведения были добавлены технические предметы и название было изменено на Медицинская и инженерная школа Тунцзи. Статус университета школа получила в 1923 году, а в 1927 была переименована в Национальный университет Тунцзи.
После начала японо-китайской войны, в сентябре 1937 году университет был эвакуирован из Шанхая в Цзиньхуа (провинция Чжэцзян), Ганьчжоу (провинция Цзянси), Хэчжоу (провинция Гуандун), Куньмин и другие места. В 1940 году эвакуирован далее, в Личжуан (ныне в округе Ибинь), в провинции Сычуань. В 1946 году университет вернулся в Шанхай.
В начале 1950-х годов часть факультетов была перенесена в другие университеты. Так например факультеты математики и физики были включены в состав Фуданьского университета. А факультеты электротехники и судостроения перенесены в Шанхайский университет Цзяотун.
В 1978 году Университет Тунцзи возобновил сотрудничество с университетами Германии и стал окном в культурном и научном обмене между Китаем и Германией.
С 1995 года университет принимает участие в Проекте 211. В 1996 году университет Тунцзи был объединен с Шанхайским университетом городского строительства, а в 2000 году с Шанхайским Железнодорожным университетом. С 2002 года университет Тунцзи участвует в Проекте 985.